# Otgar d'Eichstätt
Pour les articles homonymes, voir Otgar.
Otgar (mort le 6 juillet 880) est évêque d'Eichstätt de 847 à sa mort.

## Biographie
Comme ses prédécesseurs, Altwin est probablement issu de la maison de Roning selon l'historien Wilhelm Störmer (de). Les études les plus récentes établissent qu'Otgar devient abbé de Niederaltaich à la place de Gozbald nommé évêque de Wurtzbourg et qu'il reçoit à cette fonction plusieurs dons de Louis II de Germanie pour l'abbaye.
Au nom de Louis II de Germanie, il combat aux côtés du margrave Ruodolt et de son fils Ernst les Bohémiens et chasse le duc Wiztrach avec son fils de leur château. Pour ses services, il reçoit des possessions du roi, qu'il peut échanger avec l'évêque de Ratisbonne, Ambrichon (ou Ambricho), dans des zones plus proches, près de Neubourg-sur-le-Danube et d'Egweil.
Otgar organise la réinhumation des os de l'abbesse Walburge de l'abbaye de Heidenheim à l'abbaye d'Eichstätt (de). Il soutient aussi sa canonisation auprès du pape Adrien II. Les os du frère Wynnebald sont également amenés à Eichstätt puis rendus à Heidenheim.

## Source, notes et références
- Alfred Wendehorst: Das Bistum Eichstätt. Band 1: Die Bischofsreihe bis 1535 (= Germania Sacra. Neue Folge, 45). De Gruyter, Berlin 2006,  (ISBN 978-3-11-018971-1), S. 32–33 (Numérisation)